# 일본 관광청
관광청(일본어: 観光庁 간코초[*], 영어: Japan Tourism Agency, 약칭: JTA)은 일본의 행정기관이다.

## 설치 근거 및 소관 업무

### 설치 근거
- 국토교통성설치법 제41조

### 소관 업무
- 관광입국의 실현을 위해 매력있는 관광지의 형성
- 국제관광의 진흥
- 기타 관광에 관한 사무

## 연혁
- 1949년(쇼와 24년) 6월 1일: 운수성 대신관방에 관광부를 설치.
- 1955년(쇼와 30년) 8월 10일: 운수성 대신관방 관광부를 관광국으로 개편.
- 1968년(쇼와 43년) 6월 15일: 운수성 관광국을 대신관방 관광부로 개편.
- 1984년(쇼와 59년) 7월 1일: 운수성에 국제운수·관광국을 설치.
- 1991년(헤이세이 3년) 7월 1일: 운수성 국제운수·관광국을 폐지. 운수성 국제운수·관광국 관광부는 운수성 운수정책국으로 이관.
- 2001년(헤이세이 13년) 1월 6일: 운수성 운수정책국 관광부를 국토교통성 종합정책국으로 이관.
- 2004년(헤이세이 16년) 7월 1일: 국토교통성 대신관방에 종합관광정책심의관실을 설치.
- 2008년(헤이세이 20년) 10월 1일: 국토교통성 종합정책국 종합관광대책심의관실을 관광청으로 개편.

## 조직

### 간부
- 장관 1인
- 차장 1인
- 심의관 1인
- 참사관 2인

### 내부부국
- 총무과
- 관광전략과
- 관광산업과
- 국제관광과

#### 관광지역진흥부
- 관광지역진흥과
- 관광자원과

## 같이 보기
- 관광청 장관
- 관광청 차장